# Liste der Naturdenkmale in Steffeln
Die Liste der Naturdenkmale in Steffeln nennt die im Gemeindegebiet von Steffeln ausgewiesenen Naturdenkmale (Stand 4. Juni 2024).

## Naturdenkmale
| Nr.         | Bezeichnung      | Lage                                               | Beschreibung                           | Bild                          |
| ----------- | ---------------- | -------------------------------------------------- | -------------------------------------- | ----------------------------- |
| ND-7233-138 | Steffelner Lauer | Steffeln, südlich des Ortes; Flur Auf Ahlbaum Lage | auch Steffelner Drees; Mineralquelle   | mehr Fotos \| Fotos hochladen |
| ND-7233-139 | Kirchberg        | Steffeln, Kirchweg Lage                            | Palagonittuffsteinwand, ca. 160 m lang | Fotos hochladen               |

## Ehemalige Naturdenkmale
| Nr. | Bezeichnung  | Lage                                                     | Beschreibung                                                                                            | Bild                                    |
| --- | ------------ | -------------------------------------------------------- | --- | --------------------------------------- |
|     | Steffelsberg | Steffeln, westlich des Ortes; Abteilung Steffelberg Lage | auch Steffelnkopf; Vulkangipfel; ab den 1950er Jahren durch Abbau zerstört, Rechtsverordnung aufgehoben | Fotos hochladen                         |
|     | Linde        | Auel, Hauptstraße, vor Nr. 10 Lage                       | Tilia sp.; 2009 abgegangen und durch Nachpflanzung ersetzt, Rechtsverordnung aufgehoben                 | Direkt Bild zu diesem Denkmal hochladen |